# SN 2011jl
SN 2011jl – supernowa typu Ic, odkryta 27 listopada 2011 roku w galaktyce NGC 3354. W momencie odkrycia miała maksymalną jasność 15m.